# Марко Ангуло
Марко Ангуло (ісп. Marco Angulo; 8 травня 2002, Есмеральдас — 11 листопада 2024, Кіто) — еквадорський футболіст, що грав на позиції півзахисника. Виступав, зокрема, за клуби «Індепендьєнте дель Вальє» та «Цинциннаті», а також національну збірну Еквадору. Чемпіон Еквадору. Володар Південноамериканського кубка.

## Клубна кар'єра
Марко Ангуло народився 2002 року в місті Есмеральдас. Розпочав займатися футболом у юнацькій команді клубу «Рокафуерте», пізніше перейшов до молодіжної команди клубу «Індепендьєнте дель Вальє». У професійному футболі дебютував 2021 року виступами в основній команді клубу «Індепендьєнте дель Вальє», в якій грав до 2023 року, взявши участь у 24 матчах чемпіонату. У складі команди Ангуло в 2021 році став чемпіоном Еквадору, а в 2022 році володарем Південноамериканського кубка.
У 2023 році Марко Ангуло перейшов до клубу Major League Soccer «Цинциннаті», у складі якого грав до початку 2024 року. 21 березня 2024 року клуб «Цинциннаті» віддав Ангуло в оренду на батьківщину до клубу «ЛДУ Кіто» до 31 грудня 2024 року з правом викупу.

## Виступи за збірні
У 2019 році Марко Ангуло дебютував у складі юнацької збірної Еквадору, загалом на юнацькому рівні взяв участь у 7 іграх. У 2020 році футболіст залучався до складу молодіжної збірної Еквадору. На молодіжному рівні зіграв у 2 офіційних матчах.
У 2022 році Марко Ангуло дебютував у складі національної збірної Еквадору, і протягом 2022 року провів у її складі 3 матчі, в яких забитими м'ячами не відзначився.

## Смерть
7 жовтня 2024 року Марко Ангуло разом із ще 4 особами потрапив в автомобільну аварію неподалік від Кіто, в якій загинув водій та один із пасажирів, який був близьким другом Ангуло. Марко Ангуло отримав важку черепно-мозкову травму та забій легені. 11 листопада Ангуло помер від отриманих травм після того, як його ввели в медикаментозну кому.

## Титули і досягнення
- Чемпіон Еквадору (1):

«Індепендьєнте дель Вальє»: 2021
- Володар Південноамериканського кубка (1):

«Індепендьєнте дель Вальє»: 2022